# تراجنسیتی و دین

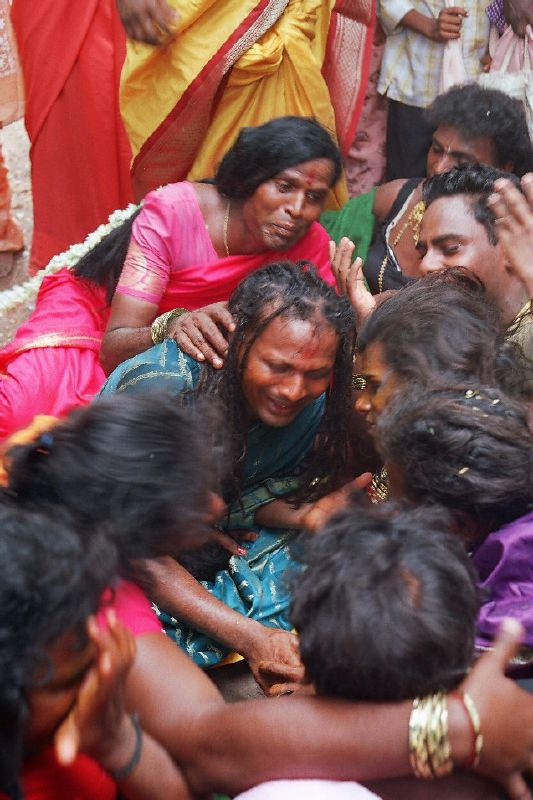
تراجنسیتی‌های هندی که با نام هجرا یا ایروانی شناخته می‌شوند، در طی مراسمی با خدای هندو ایراوان ازدواج می‌کنند و سپس در مراسم مرگش سوگواری می‌کنند. در تصویر مراسمی ۱۸ روزه در کواگام هند دیده می‌شود.

ارتباط میان افراد تراجنسیتی و دین در مناطق مختلف جهان متنوع است. ادیان نسبت به این موضوع طیف متنوعی را در بر می‌گیرند؛ از تقبیح و محکوم کردن هر گونه تنوع جنسیتی گرفته تا در نظر گرفتن افراد تراجنسیتی به عنوان رهبران دینی. حتی دیدگاه‌ها در یک دین واحد نیز می‌تواند به‌طور قابل توجهی متفاوت باشد.

## ادیان ابراهیمی
ادیان ابراهیمی دارای داستان‌های آفرینشی است که در آن خدا مردم را به صورت «نر و ماده» ایجاد کرده‌است. این موضوع گاهی اوقات به عنوان حکم مخالفت الهی با تنوع جنسیتی تلقی شده‌است. در تورات شامل ممنوعیت‌های خاصی در خصوص مبدل‌پوشی و اندام‌های تناسلی آسیب دیده است.

### یهودیت
اصطلاح ساریبه‌طور کلی به عبارت «خواجه» یا «حاجب» ترجمه می‌شود و ۴۵ بار نیز در تنخ تکرار شده‌است. این اصطلاح اغلب اشاره به فردی مورد اعتماد دارای تنوع جنسیتی دارد که تفویض قدرت او توسط یک فرد قدرتمند صورت گرفته‌است. معلوم نیست که آیا اکثر آن‌ها واقعاً اخته بوده‌اند یا خیر. در اشعیا ۵۶ خدا به خواجگانی که روز سبت را نگه دارند و به عهد و پیمان خود تمسک جویند وعده می‌دهد که برای آن‌ها بنایی ویژه در بهشت خواهد ساخت تا بی‌فرزند بودن آن‌ها را جبران کند.

#### یهودیت ارتدکس
یهودیت ارتدکس ادعا می‌کند که رابطه جنسی/جنسیتی دسته‌بندی‌ای ذاتی و ابدی است و این ادعا بر اساس آیات موجود در کتاب پیدایش دربارهٔ آدم و حوا و خلقت مردانگی و زنانگی است. عمل‌های تغییر جنسیت که شامل حذف اندام تناسلی هستند بر اساس ممنوعیت «هر چیزی است که صدمه بزند، خرد، پاره یا قطع کند» ممنوع است (لو. ۲۲:۲۴). ممنوعیت بیشتری در تثنیه. ۲۲:۵, نه تنها مبدل‌پوشی را نهی می‌کند بلکه هر گونه عملی که منحصر به جنس مخالف باشد را نیز سرزنش می‌کند و این موضوع شامل یک عمل جراحی که برای تبدیل ویژگی‌های جنسی استفاده شود نیز می‌شود. با این وجود، مقامات ارتدوکسی وجود دارند که بهره‌وری جراحی تغییر جنس (SRS) در تغییر قوانین هلاخا در تعیین جنس تشخیص می‌دهند. در سال ۲۰۰۷ جوی لادن اولین استاد آشکارا فراجنسیتی در یک مؤسسهٔ ارتدوکس (استرن کالج برای زنان در منهتن) گردید.

#### یهودیت حسیدی
یهودیت حسیدی در حال حاضر هیچ جایی برای افراد تراجنسیتی ندارد چراکه در جامعهٔ آن همه چیز توسط نقش‌های جنسیتی تعریف می‌شود. اکثر یهودیان حسیدی به سختی در خصوص افراد تراجنسیتی آگاه هستند و این موضوع به‌طور کلی هیچگاه مورد بحث قرار نمی‌گیرد. اولین فردی که به عنوان تراجنسیتی در جامعه حسیدی آشکارسازی کرد، ابی استین، نویسنده و فعال حقوق تراجنسیتی‌ها بود که همچنین از نوادگان بال شم تو، مستقیم بنیانگذار یهودیت حسیدی است. وقتی که استین آشکارسازی کرد، خانواده‌اش از او دوری کردند و نفرت بسیاری از طرف جامعه حسیدی دریافت کرد.

#### یهودیت محافظه کار
یهودیت محافظه کار دارای دیدگاه‌های متفاوتی در خصوص افراد تراجنسیتی است. در سال ۲۰۰۳ کمیته قانون و استانداردهای یهودی یک حکم خاخامی را مورد تأیید قرار داد که نتیجه‌گیری می‌کرد عمل تغییر جنس (SRS) به عنوان درمانی برای بیقراری جنسیتی مجاز است و وضعیت جنس یک فرد تراجنسیتی تحت قانون یهودی به وسیلهٔ عمل تغییر می‌کند. تا به حال خاخام یا دانش‌آموز خاخامی وابسته به یهودیت محافظه کار که آشکارا تراجنسیتی باشد وجود نداشته‌است. اما حوزه علمیه یهودی که یکی از سه حزب جنبش محافظه کار است، آشکارا اذعان می‌کند که دانش آموزان با هر گرایش جنسی و هویت جنسیتی‌ای را برای خاخامی می‌پذیرد و آموزش می‌دهد. همچنین امیلی آویوا کاپور که به صورت خصوصی توسط یک خاخام نیمه‌محافظه‌کار در سال ۲۰۰۵ خاخام شده بود، در سال ۲۰۱۲ شروع به زندگی به عنوان یک زن کرد و در نتیجه به اولین زن خاخام آشکارا تراجنسیتی در تمام یهودیت شد. در سال ۲۰۱۶ مجمع خاخام‌ها که انجمن بین‌المللی خاخام‌های محافظه‌کار است «قطعنامه تایید حقوق افراد تراجنسیتی» را تصویب ک.

### مسیحیت
کتاب عهد جدید خواجگان را برای تبلیغ مسیحیت و غسل تعمید نامزدهای قابل قبولی می‌داند و این موضوع در مطالب مربوط به تغییر دین یک خواجه‌ی اتیوپیایی موجود است. هنگامیکه مسیح در خصوص ازدواج و طلاق در حال پاسخ دادن بود گفت «خواجگانی وجود دارند که از ابتدای تولد اینگونه بوده‌اند، خواجگانی وجود دارند که توسط دیگران خواجه شده‌اند و خواجگانی وجود دارند که برای دستیابی به بهشت خود را خواجه کرده‌اند.» بحث در خصوص گرویدن خواجهٔ اتیوپیایی به عنوان یک اقلیت جنسی به دین مسیحیت موجب به وجود آمدن بحث‌هایی در این خصوص در آن زمان شده‌است.

### اسلام
در اسلام عبارت مخنثون برای توصیف افرادی با تنوع جنسیتی به کار برده شده‌است و احتمالاً معمولاً ترازنها (تراجنسیتی‌های مرد به زن) منظور بوده‌است. البته نه واژهٔ مخنثون و نه واژهٔ خواجه در قرآن نیامده است، ولی در احادیث نقل شده از پیامبر اسلام ظاهر شده‌اند. در اسلام سنتی مبنی بر مطالعهٔ جزئیات و پالایش اصول بست‌یافتهٔ دین توسط تحقیق وجود دارد. این اصول بست‌یافته نگاه مثبت اسلام به موضوع تراجنسیتی را نشان می‌دهد که در متون النووی، محقق و جمع‌آور احادیث به چشم می‌خورد:
یک مخنث فرد مذکریست که رفتار، ظاهر و مشخصه‌های کلامی زنان را داراست. دو گونه از این دست وجود دارند: دستهٔ اول آن‌هایی اند که این خصوصیات در آن‌ها درونی اند ولی خودشان به اختیار این خصوصیات را بروز نمی‌دهند که در نتیجه تا زمانی که عمل نامشروعی مرتکب نشوند گناهی مرتکب نشده‌اند، سرزنشی نباید بشوند و شرمساری‌ای نباید داشته باشند. دستهٔ دوم برای مقاصد غیراخلاقی به مانند زنان رفتار می‌کنند و درنتیجه گناهکار اند و شایان سرزنش.
ایران پس از تایلند رتبهٔ دوم در تعداد عمل تغییر جنس را در دنیا داراست. دولت حتی تا نیمی از هزینه‌های عمل را برای افرادی که نیازمند کمک مالی هستند ممکن است بپردازد و تغییر جنس در شناسنامه ثبت می‌گردد.
در سال ۲۰۱۶، یک فتوا توسط ۳۶ محقق دینی پاکستانی صادر شد که طبق آن افراد میانجنسی و هجراها می‌توانند به صورت یک رابطهٔ دگرجنسگرایانه با خودشان ازدواج کنند اگر که توسط آزمون‌های پزشکی مذکر یا مؤنث تعیین شوند. همچنین می‌توانند با افراد عادی نیز به صورت یک رابطهٔ دگرجنسگرایانه ازدواج کنند.
عبارت مخنثون در اسلام بیشتر به افرادی گفته شده‌است که توانایی داشتن آمیزش به عنوان فاعل را با زنان نداشته‌اند؛ حال چه به علت تمایل نداشتن درونی به این کار و چه به علت مداخلات آناتومیک. مخنثون به درون حرمسراها راه داده می‌شدند ولی اگر تمایل جنسی‌ای به زنان نشان می‌دادند طرد می‌شدند. در بعضی دوره‌های تاریخی هنگامیکه تحریم علیه تنوع جنسیتی در حال افزایش بود اخته‌سازی ضروری بود اما مخنثون عموماً واکنش مثبت به این قضیه نشان می‌دادند تا منفی.